# Елдорадо (филм)
„Елдорадо“ (на испански: El Dorado) е испанско-френски биографичен филм от 1988 година на режисьора Карлос Саура по негов собствен сценарий.
В центъра на сюжета е испанския конкистадор Лопе де Агире и оглавената от него експедиция в Амазония в средата на XVI век в търсене на митичния град Елдорадо. Главните роли се изпълняват от Омеро Антонути, Габриела Роел, Инес Састре, Еусебио Понсела, Ламбер Уилсон.
„Елдорадо“ е номиниран за наградата „Златна палма“.